# Monhystera islandica
Monhystera islandica är en rundmaskart som beskrevs av De Coninck 1943. Monhystera islandica ingår i släktet Monhystera och familjen Monhysteridae. Inga underarter finns listade i Catalogue of Life.